# Vierzigstündiges Gebet
Das vierzigstündige Gebet (lateinisch Oratio Quadraginta Horarum) ist eine Form der eucharistischen Anbetung in der römisch-katholischen Kirche. Es ist als fromme Übung (pium exercitium) ein Element der Volksfrömmigkeit, bei dem in einer Kirche das in der Monstranz ausgesetzte Allerheiligste, die konsekrierte Hostie, ununterbrochen 40 Stunden lang verehrt wird.

## Geschichte
Die symbolische Zahl 40 geht zurück auf die Zeitspanne von 40 Stunden, die Jesus nach seinem Kreuzestod bis zur Auferstehung im Grab verbracht haben soll. Bereits seit dem 10. Jahrhundert ist eine solche kontinuierliche Gebetszeit am „Heiligen Grab“ in den Kirchen nachweisbar, die bestimmt war vom Gedenken an Passion und Grablegung Jesu. Sie wurde später zu einer eucharistischen Anbetung, als man die Monstranz an der Grabesnachbildung aufstellte. Daraus entwickelte sich die bis heute praktizierte eucharistische Gebetswache nach der Liturgie am Gründonnerstag.
Der Brauch des vierzigstündigen Gebets in der späteren Form entstand 1527 im Mailänder Dom, zunächst auch an den Kartagen. Er wurde von Antonio Maria Zaccaria, dem Gründer des Barnabitenordens, und dem Kapuziner Joseph von Ferno gefördert und ausgestaltet. Papst Paul III. verlieh 1537 allen, die sich an dem Gebet beteiligten, einen Ablass. Durch den Kapuziner- und den Jesuitenorden verbreitete es sich in ganz Europa; es wurde durch Predigten und Jesuitentheater propagiert und in religiösen Bruderschaften gepflegt. Das vierzigstündige Gebet war ein Element der Gegenreformation und sollte durch Gebet Einflüsse des Protestantismus auf die Gemeinden abwehren.
Im 19. Jahrhundert hatte das Gebet den Charakter von Sühne und Buße; es fand häufig in Pfarrgemeinden und Ordensgemeinschaften vor Beginn der österlichen Bußzeit während der Karnevalstage statt als Ausgleich für die dort mutmaßlich begangenen Verfehlungen, so in Westfalen für die Sünden des Rheinlandes. Auch in Köln sollten durch verpflichtend angesetzte Gebetszeiten an den Karnevalstagen Schüler des Jesuitengymnasiums und andere Gläubige vor Auswüchsen beim Feiern bewahrt werden. Im 20. Jahrhundert ging das vierzigstündige Gebet meist in anderen Formen des ewigen Gebets auf.

## Ablauf
Das vierzigstündige Gebet beginnt gewöhnlich mit einer heiligen Messe, an die sich eine Prozession mit dem Allerheiligsten durch die Kirche anschließt. Während der Prozession wird der Hymnus Pange lingua gesungen. Dessen beiden letzten Strophen, das Tantum ergo, erklingen, wenn das Allerheiligste am Ende der Prozession auf dem Altar ausgesetzt wurde; es wird während des Tantum ergo inzensiert. Die Eröffnung schließt mit dem Gesang des Te Deum.
Auch am Ende des vierzigstündigen Gebets steht die heilige Messe. Im Anschluss wird die Allerheiligenlitanei gesungen, dann folgt, wie bei der Eröffnung, eine eucharistische Prozession  mit dem Gesang des Pange lingua. Die Feier schließt mit dem Tantum ergo mit Versikel, Oration und sakramentalem Segen.
Der Ablauf der einzelnen Gebetsstunden ist nicht vorgeschrieben. Während der Zeit des vierzigstündigen Gebets kann in Ordensgemeinschaften das Stundengebet vor dem Allerheiligsten stattfinden. Die Feier der heiligen Messe vor ausgesetztem Allerheiligsten ist heute nicht mehr erlaubt.